# NGC 356
NGC 356 è una galassia a spirale situata nella costellazione della Balena.
Fu scoperta il 27 settembre 1864 da Albert Marth.